# Wilson Rabelo
Wilson Rabelo (Belo Horizonte, 22 de setembro de 1957) é um ator brasileiro. Foi premiado no Festival de Gramado e no Festival Guarnicê de Cinema. 

## Carreira
Iniciou sua carreira artística em 1977 ao participar do espetáculo O Último Carro, com direção de João das Neves, em São Paulo. Participou ativamente de aulas ministradas por Augusto Boal, Ricardo Bandeira e Zé Celso. 
Em 1978 ingressa na TV Tupi, onde participa das telenovelas Aritana e João Brasileiro, o Bom Baiano. Já em 1981 integrou o elenco de Os Imigrantes, na Band. Passa para a TV Globo em 1983, atuando em pequenos personagens até a década de 1990. 
Em cinema, estreou em 1978, no filme Doramundo, de João Batista de Andrade. Destacou-se nacional e internacionalmente com o filme Bacurau, de Kleber Mendonça Filho. 

## Filmografia

### Televisão
| Ano       | Título                          | Personagem                       | Notas                                     |
| --------- | ------------------------------- | -------------------------------- | ----------------------------------------- |
| 2025      | Pablo & Luisão                  | Seu Justino                      |                                           |
| 2025      | Mania de Você                   | Armando                          | Episódios: "4–5 de março"                 |
| 2024      | O Jogo que Mudou a História     | Seu Antônio                      |                                           |
| 2023      | Todas as Flores                 | Edivaldo                         |                                           |
| 2022      | El presidente                   | Padre Pascual                    |                                           |
| 2022      | Independências                  | Padre José Maurício Nunes Garcia |                                           |
| 2022      | Arcanjo Renegado                | Camilo                           | 2022-2024                                 |
| 2021-2024 | Dom                             | Arcanjo                          | 10 episódios                              |
| 2021      | Anjo Loiro com Sangue no Cabelo | Danilo                           |                                           |
| 2020      | Amor de Mãe                     | Eudésio                          |                                           |
| 2019      | República do Peru               | Pinto                            | Episódio: "Casal de Três e o Boi Voltou!" |
| 2019      | Vítimas Digitais                | Antônio                          | Episódio: "Milena"                        |
| 2018      | Deus Salve o Rei                | Josafá/Oseias                    |                                           |
| 2017      | Pega Pega                       | Seu Cleomar                      |                                           |
| 2016-2017 | Malhação                        | Seu Oswaldo                      |                                           |
| 2016-2017 | Sol Nascente                    | Ezequiel Sanfona                 |                                           |
| 2015      | República do Peru               | Pinto                            | Episódio: "Vivas os Noivos!"              |
| 2014      | Em Família                      | Isaías                           |                                           |
| 2010      | Força-Tarefa                    | Mauro                            | Episódio: "Buraco"                        |
| 2010      | A Cura                          | —                                |                                           |
| 2007      | Sete Pecados                    | Jair                             |                                           |
| 2006      | Páginas da Vida                 | Policial                         | Participação Especial                     |
| 2006      | Sinhá Moça                      | Escravizado                      | Participação Especial                     |
| 2005      | América                         | Peão da fazenda                  | Participação Especial                     |
| 2004      | Da Cor do Pecado                | Feirante                         | Participação Especial                     |
| 2003      | Mulheres Apaixonadas            | Conserta máquina                 | Participação Especial                     |
| 1995      | A Próxima Vítima                | Jaime Ferreira                   |                                           |
| 1986      | Cambalacho                      | —                                |                                           |
| 1986      | Sinhá Moça                      | Escravizado                      |                                           |
| 1983      | Eu Prometo                      | —                                | [ 4 ]                                     |
| 1981      | Os Imigrantes                   | Joca                             | [ 5 ]                                     |
| 1978      | Aritana                         | Pinguim                          |                                           |
| 1978      | João Brasileiro, o Bom Baiano   | Vilson                           |                                           |

### Cinema
| Ano  | Título                                      | Personagem                 | Notas          |
| ---- | ------------------------------------------- | -------------------------- | -------------- |
| 2025 | Malês                                       | Dandará                    |                |
| 2024 | Ruas da Glória                              | Celso                      |                |
| 2024 | Bandida: A Número Um                        | Zildo                      |                |
| 2024 | Ponto e Vírgula                             | Vitor                      | Curta-metragem |
| 2023 | O Primeiro Natal do Mundo                   | Seu Ivo                    |                |
| 2023 | Helena de Guaratiba                         | Pescador                   | Curta-metragem |
| 2023 | O Afinador de Silêncios                     | Tio aproximado             | Curta-metragem |
| 2023 | Deixa                                       | Marido                     | Curta-metragem |
| 2023 | A Jornada do Valente                        | Assis Valente              | Curta-metragem |
| 2023 | Os Animais Mais Fofos e Engraçados do Mundo | Alberto                    | Curta-metragem |
| 2023 | Rodeio Rock                                 | Magaiver                   |                |
| 2022 | O Pai da Rita                               | Roque                      |                |
| 2020 | Lente de Aumento                            | Aloísio                    | Curta-metragem |
| 2020 | Portugal Pequeno                            | Álvaro                     | Curta-metragem |
| 2020 | O Pião                                      | —                          | Curta-metragem |
| 2019 | Bacurau                                     | Plínio                     |                |
| 2018 | Buba                                        | Buba                       | Curta-metragem |
| 2018 | Ursinho                                     | Pai de Ursinho             | Curta-metragem |
| 2016 | Vidas Partidas                              | Dono do desmanche          |                |
| 2013 | O Concurso                                  | Vendedor do Biscoito Globo |                |
| 2006 | Anjos do Sol                                | Chico                      |                |
| 1988 | Romance da Empregada                        | —                          |                |
| 1981 | Asa Branca: Um Sonho Brasileiro             | Cinegrafista do estúdio    |                |
| 1978 | Doramundo                                   | Fotógrafo                  |                |

## Teatro
- 2017 - Carolina com Mariana Bernardes, no Canto da Carambola
- 2016 - Micro Teatro - Procura-se Empregadix, dir. Alan Ribeiro
- 2015 - Paulo da Portela, dir. de Aduni Benton
- 2010/2012 - As Polacas - Flores do Lodo, dir. de João das Neves[6]
- 2005 /2010 - Besouro cordão de ouro, músicas e texto de P. Cesar Pinheiro e dir. de João das Neves
- 2005 - Quixote o dom da loucura, adaptação e dir. de Luiz Vaz
- 2005 - Capitães da Areia, adaptação e dir. de Vitor Hugo
- 2004/2005 - Desabrigo de Antonio Fraga, dir. Zeca Ligiéro
- 2004 até a atualidade - Carolina o luxo do Lixo - dir. Adalberto Nunes e Denise Zenicola
- 1987 - O homem que Sabia Javanês, dir. Eduardo Wotzik
- 1987 - A Estrela Dalva, dir. de Roberto Talma
- 1981 - Rasga Coração, dir. de Zé Renato
- 1980 - Calabar, o Elogio da Traição, dir. de Fernando Peixoto[7]
- 1979 - Hair, dir. de Silney Siqueira
- 1977 - O Último Carro, dir. de João das Neves

## Prêmios
| Ano  | Prêmio                      | Indicação                     | Trabalho         | Resultado | Ref.  |
| ---- | --------------------------- | ----------------------------- | ---------------- | --------- | ----- |
| 2021 | Festival Guarnicê de Cinema | Melhor Ator Coadjuvante       | Portugal Pequeno | Venceu    | [ 8 ] |
| 2024 | Festival de Gramado         | Melhor Ator em Curta-metragem | Ponto e Vírgula  | Venceu    | [ 9 ] |